# La Trinité (Mancha)
La Trinité (también, La Trinite) es una comuna francesa situada en el departamento de La Mancha, en la región de Normandía.

## Demografía
| 444 | 408 | 339 | 327 | 309 | 312 | 396 |
| Para los censos de 1962 a 1999 la población legal corresponde a la población sin duplicidades (Fuente: INSEE [Consultar]) |     |     |     |     |     |     |